# Pianosonate nr. 13 (Mozart)
Pianosonate nr. 13 in Bes majeur, KV 333, is een pianosonate van Wolfgang Amadeus Mozart. Hij schreef het stuk, dat circa 23 minuten duurt, eind 1783.

## Onderdelen
De sonate bestaat uit drie delen:
- I Allegro
- II Andante cantabile
- III Allegretto grazioso

### Allegro
Dit is het eerste deel van de sonate. Het stuk heeft een 4/4-maat en staat in Bes majeur. Het is vrolijk en levendig.

### Andante cantabile
Dit is het tweede deel van de sonate. Het stuk heeft een 3/4-maat en staat in Es majeur.

### Allegretto grazioso
Dit is het derde en laatste deel van de sonate. Het stuk heeft een 2/2-maat en staat in Bes majeur. Het eindigt met forte akkoorden.